# Fulton (Wisconsin)
Fulton è un comune degli Stati Uniti, situato in Wisconsin, nella Contea di Rock.